# Казантип

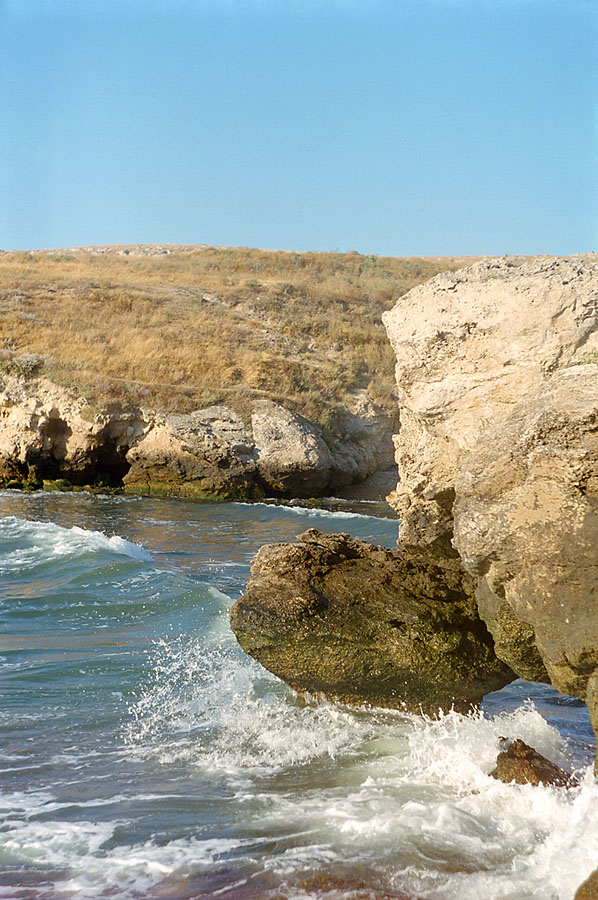
Прибережна смуга мису Казантип

Каза́н-Тіп (крим. Qazan Tip, більш відомий як Казантип) — ріг на березі Азовського моря у північно-східній частині Криму.
Назва має тюркське походження: з кримської мови qazan tip перекладається як «дно казана» (qazan — казан, tüp (у степовому говорі tip) — дно або денце).
Казан-Тіп далеко вдасться в море, має вигляд казана діаметром близько 3-4 км, максимальна висота пасма — 107 м, середня — 30—40 м, рівень дна казана — 20—30 м над рівнем моря. Ріг є північним краєм півострова, що розділяє Казантипську та Арабатську затоки.
Практично весь мис покритий степом, що обривається до моря вапняковими скелями. Пам'ятка природи, державний заповідник України з 1998. На сході мису — залишки античного поселення ІІІ—ІІ століть до н. е.
На мисі розташований Казантипський маяк. Є невеликі родовища нафти. Поруч із рогом лежить містечко Щолкіне — місто будівельників Кримської атомної електростанції.
У 1995—1999 біля рогу Казан-Тіп проходив міжнародний фестиваль електронної музики «Казантип». Надалі фестиваль проводився в інших місцях Криму (в 2000 — під Судаком, з 2001 — поблизу Євпаторії).